# Reprezentări ale lui Constantin Brâncoveanu
Aceasta este o listă de imagini și statui ale lui Constantin Brâncoveanu.

## Secolul al XIX-lea

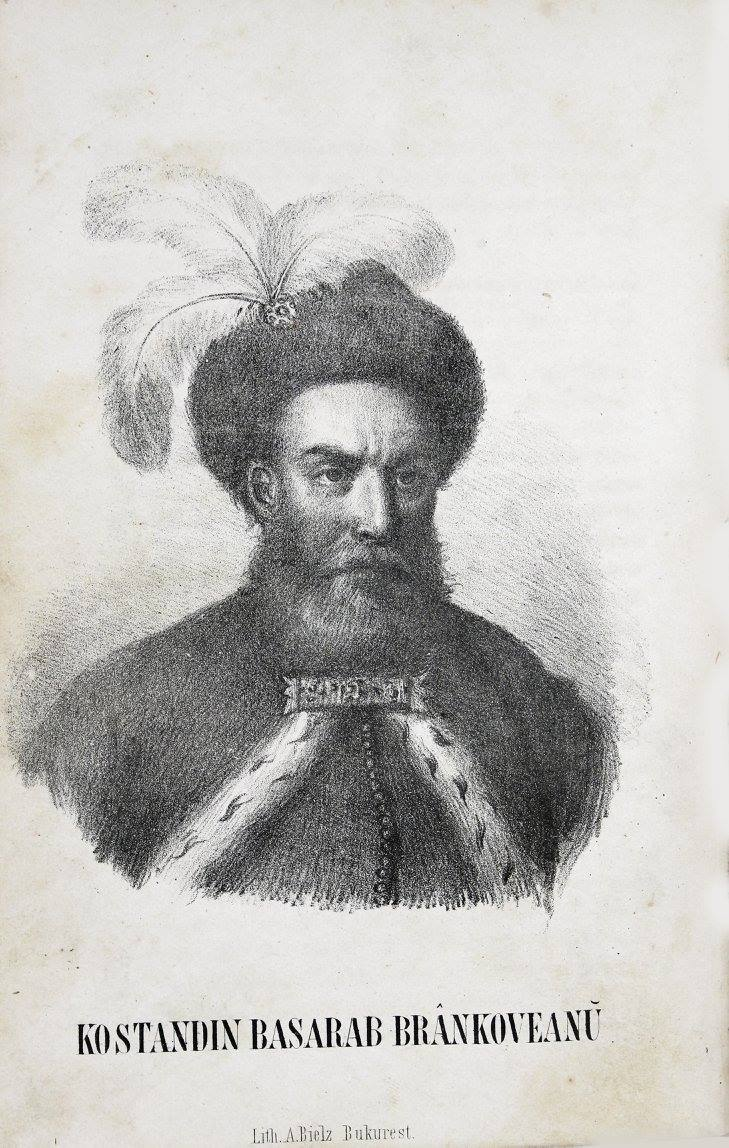
Litografie de A. Bielz din 1859
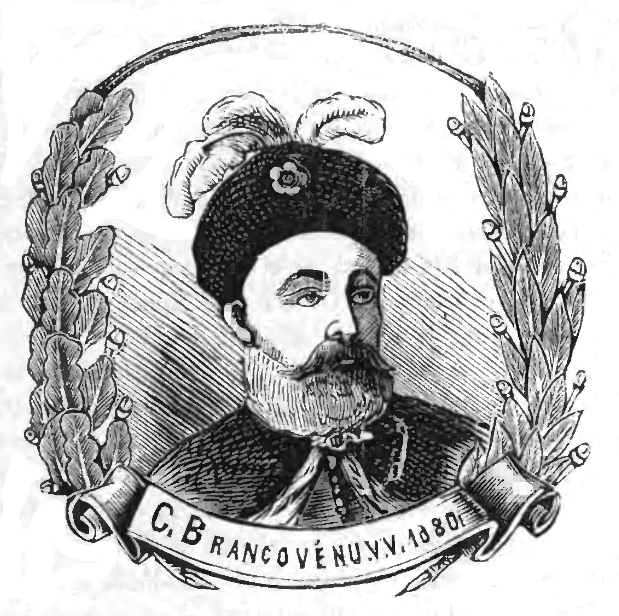
Litografie publicată de Dimitrie Papazoglu în 1891
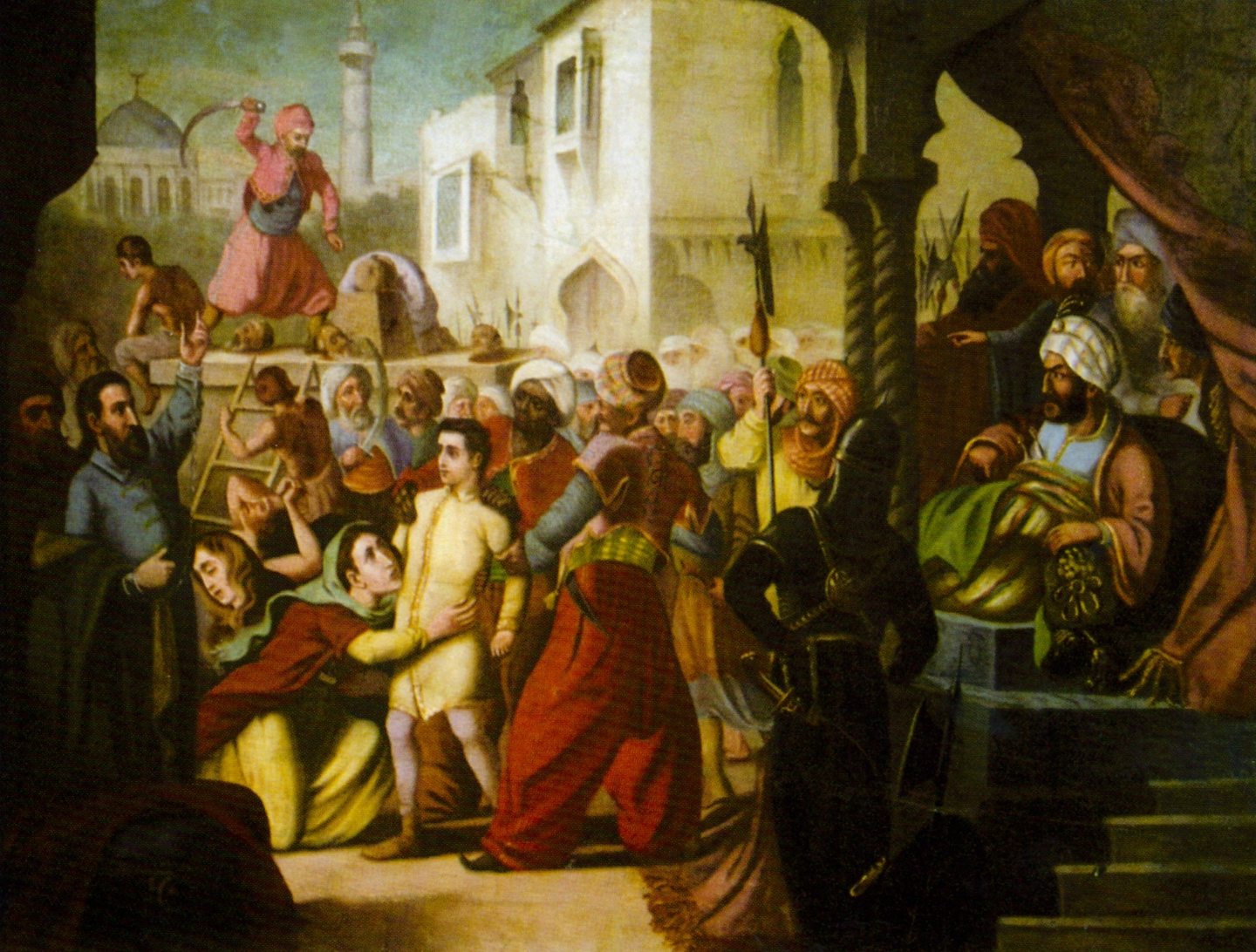
Martiriul brâncovenilor de Constantin Lecca, sec. al XIX-lea

## Secolul al XX-lea

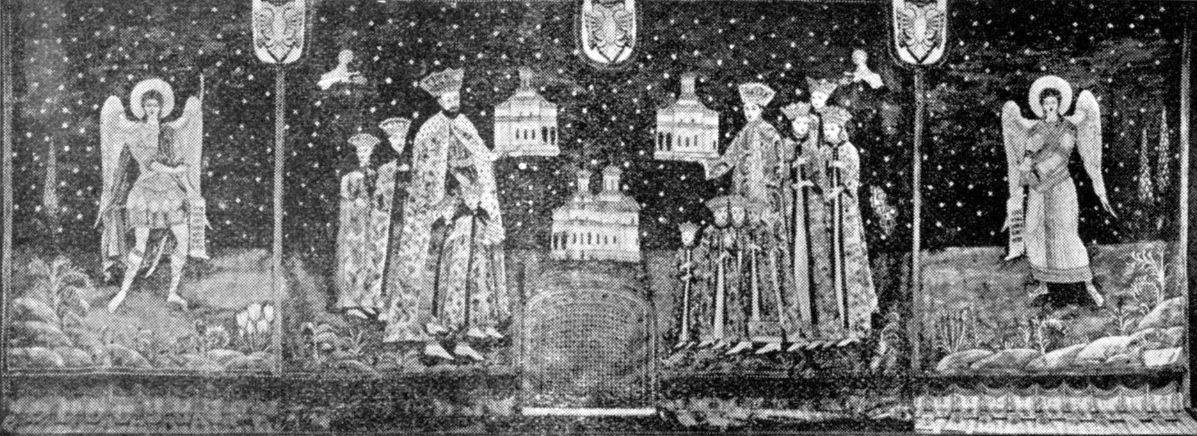
Broderie de Nora Steriadi, prelucrare a tabloului votiv din catoliconul de la Hurezi